# Heteroscyphus rectangulatus
Heteroscyphus rectangulatus là một loài rêu tản trong họ Geocalycaceae. Loài này được (Herzog) Piippo miêu tả khoa học lần đầu tiên năm 1993.